# Viacha
Viacha ist eine Mittelstadt im Departamento La Paz im südamerikanischen Anden-Staat Bolivien.

## Lage
Viacha ist Mittelpunkt des Municipios Viacha in der Provinz Ingavi am rechten Ufer des Río Pallina. Die Ortschaft liegt auf einer Höhe von 3870 m auf dem bolivianischen Altiplano, 70 km südöstlich des Titicacasees.

## Geographie
Viacha liegt auf der bolivianischen Hochebene zwischen den Anden-Gebirgsketten der Cordillera Occidental im Westen und der Cordillera Central im Osten. Das Klima der Region ist ein typisches Tageszeitenklima, bei dem die Durchschnittstemperaturen im Tagesverlauf stärker schwanken als im Jahresverlauf.
Die mittlere Jahrestemperatur von Viacha liegt bei knapp 9 °C, der Jahresniederschlag beträgt etwa 600 mm (siehe Klimadiagramm Viacha). Die Monatsdurchschnittstemperaturen schwanken nur unwesentlich zwischen 6 °C im Juli und 10 °C von November bis Februar. Die Monate Mai bis August sind arid mit Monatsniederschlägen von weniger als 15 mm, in den Südsommer-Monaten Januar und Februar werden Monatsniederschläge von mehr als 100 mm gemessen.

## Geschichte
Wenige Kilometer östlich von Viacha fand 1841 die Schlacht von Ingavi statt, bei der die peruanischen Truppen, die nach Bolivien eingefallen waren, geschlagen wurden. Dadurch wurde die Unabhängigkeit Boliviens gesichert.

## Verkehr
Viacha liegt in einer Entfernung von 35 Straßenkilometern südwestlich von La Paz, der Hauptstadt des gleichnamigen Departamentos. Von La Paz führt die Nationalstraße Ruta 19 in südwestlicher Richtung 35 Kilometer bis Viacha und von dort weiter bis Charaña an der peruanischen Grenze.
Im Bahnhof Viacha enden drei Bahnstrecken, seit die etwa 35 km lange weiterführende Steilstrecke nach La Paz stillgelegt wurde. Es sind
- die Bahnstrecke Antofagasta–La Paz in Richtung Chile und Argentinien,
- die Bahnstrecke Arica–La Paz nach Chile und
- die Bahnstrecke La Paz–Guaqui, die ehemals das Trajekt über den Titicacasee nach Peru anband.

## Bevölkerung
Die Einwohnerzahl des Ortes, immer mehr zum Vorort von La Paz werdend, stieg in den vergangenen Jahrzehnten stark an:
| Jahr | Einwohner | Quelle       |
| ---- | --------- | ------------ |
| 1976 | 9.766     | Volkszählung |
| 1992 | 19.036    | Volkszählung |
| 2001 | 29.108    | Volkszählung |
| 2012 | 62.516    | Volkszählung |
| 2024 |           | Volkszählung |